# شهرستان دیگبی، نوا اسکوشیا
شهرستان دیگبی (به انگلیسی: Digby County) یک شهرستان در استان نوا اسکوشیا است. نام این شهرستان به افتخار دریابد رابرت دیگبی نامگذاری شده است. دیگبی در سال ۱۸۳۷ بنیان‌گذاری شده و پیش از ۱۷ اوت ۱۷۵۹، زمانی که نوا اسکوشیا برای نخستین بار به شهرستان‌ها تقسیم شد، این منطقه بخشی از شهرستان آناپولیس بود. جمعیت شهرستان بر اساس گزارش اداره آمار کانادا ۱۷٬۳۲۳ نفر و مساحت آن ۲٬۵۱۵٫۲۳ کیلومترمربع می‌باشد.